# واسط (البريمي)
واسط منطقة سكنية جبلية تقع في ولاية البريمي، التابعة لمحافظة البريمي في سلطنة عمان. يقدر عدد سكانها بـ 290 نسمة حسب إحصاء عام 2010 التابع للمركز الوطني للإحصاء والمعلومات الحكومي وهم من قبيلة الشوامس. رمز المنطقة هو 40120491.

## الوصلات الخارجية
- المركز الوطني للإحصاء والمعلومات، سلطنة عمان